# ウイスキー・サワー
ウイスキー・サワー（英: Whiskey Sour）はウイスキーをベースにした古典的なカクテル。日本語のカタカナ表記としてはウイスキーサワーもある。ボストン・サワー（英: Boston Sour）とも呼ばれる。

## 概要
カクテルにおいて「サワー」は酒をレモンジュースやオレンジジュースなどで割り砂糖を加えた酸味のある飲み物である。ベースとなる酒をウィスキーからジン、ラム酒、テキーラ、ブランデーに替えたサワーもよく知られている。そういったサワーカクテルの中でも最もポピュラーなものがウィスキー・サワーである。1870年にアメリカ合衆国ウィスコンシン州の地方紙でウィスキー・サワーについて言及されており、文献として確認できる最古のものである。以降、映画、文学、ポップカルチャーなど多数に登場するようになった。
ウィスキー・サワーがアメリカ発祥という確証はないが、ライ・ウイスキーやバーボンウイスキーといったアメリカ産ウィスキーが使われることから、アメリカ発祥だと考えられている。
チャールズ・シューマンは、自著において絞りたてのレモンジュースが最良としている。

## レシピの例
材料
- ウイスキー - 45ml
- レモンジュース - 20ml
- 砂糖 - 1tsp

作り方
1. 材料をシェイクしてサワーグラスに注ぐ。
2. オレンジスライスとマラスキーノチェリーを飾る。

材料にソーダ水を加えることもある。砂糖はシュガーシロップでも良い。オレンジスライスをレモンスライスに替えても良い。
質感をなめらかにするため、卵白を材料に加えることもある。